# Annelisa Weiland
Annelisa Dora Deborah Weiland, popularmente conocida como Annelisa Weiland, es una actriz y escritora sudafricana. Es reconocida por su actuación en películas como Meerkat Maantuig, Die Sonvreter, Wild Maneuvres y el papel de "Hilda de Kock" en la telenovela 7de Laan durante diecinueve años consecutivos.

## Biografía
Weiland nació el 15 de febrero de 1949 en Sea Point, Ciudad del Cabo, Sudáfrica y creció en Durbanville. Su padre, Ewald Paul Weiland era de Bielefeld, Alemania. Después de regresar a Alemania, su padre se estableció por completo en Sudáfrica.

## Carrera profesional
En 1966, se matriculó en el Durbanville Hoërskool. Se graduó en teatro de la Universidad de Ciudad del Cabo. En 1969, debutó en la película de Strindberg The Father. En 1970, actuó en la versión teatral de Dieter Reible de Titus Andronicus. Después, participó como "Ofelia" en la obra Hamlet producida por Robert Mohrr.
En 1971, fue nominada al premio Three Leaf como mejor actriz de reparto por Titus Andronicus. En 1973, comenzó a actuar para PACT. En 1974, se convirtió en miembro permanente de la empresa TRUK de PACT en afrikáans. Continuó trabajando con ellos hasta 1977. En 1978, ganó el Premio Artes a la Mejor Actriz por su papel en la película Die Koster. En 1993, ganó el premio DALRO a la mejor actriz de reparto en el escenario afrikáans por Mirakel.
En 2000, debutó en televisión con la telenovela 7de Laan dirigida por Danie Odendaal. Interpretó el papel de "Hilda de Kock", el cual se convirtió en el punto de inflexión en su carrera televisiva. Continuó desempeñando el papel durante diecinueve años consecutivos hasta su retiro en 2019. En 2014, ganó el premio Tempo a la mejor actriz de telenovela del año por su papel en 7de Laan. También participó en otras series televisivas como Die Vierde Kabinet, Elke Skewe Pot, Lui Maar Op, Belinda, Mense Mense, Suidooster y Triptiek.

## Filmografía
| Año     | Título                          | Rol                       | Tipo                     |
| ------- | ------------------------------- | ------------------------- | ------------------------ |
| 1973    | Die Sonvreter                   |                           | Película                 |
| 1974    | Babbelkous                      | Grietjie Roos             | Película                 |
| 1976    | Daar Kom Tant Alie              | Mary-Jo                   | Película                 |
| 1976    | Liesbeth Slaap Uit              | Katie Bronkhorst          | Película para televisión |
| 1976    | Dokter, Dokter                  |                           | Serie de televisión      |
| 1978    | Die Koster                      | Andriena du Toit          | Película para televisión |
| 1978    | Drama Drama                     |                           | Serie de televisión      |
| 1979    | 99 Caroline Street              | Cathy Boswell             | Serie de televisión      |
| 1979    | Plekkie in die son              | Bettie                    | Película                 |
| 1979    | 40 Days                         | Mandy                     | Película                 |
| 1980    | Skelms                          | Gloria                    | Película                 |
| 1980    | Meulenhof se mense              | Nellie Vermeulen          | Miniserie de televisión  |
| 1981    | Ntunzini-Spa                    |                           | Serie de televisión      |
| 1981    | Die Avonture van Joachim Verwey |                           | Serie de televisión      |
| 1981    | The Memorandum                  | Maria                     | Película para televisión |
| 1982    | Die dame met die kamelias       | Olympe                    | Película para televisión |
| 1982    | Sterretjie                      | Grietjie                  | Película para televisión |
| 1983    | Die kersietuin                  | Varya                     | Película para televisión |
| 1983    | Funny People 2                  | Mujer realizando encuesta | Película                 |
| 1983    | Hamlet: Prince of Denmark       | Ophelia                   | Película para televisión |
| 1984    | Juffrou Julia                   | Julie                     | Película para televisión |
| 1984    | Drie Susters                    | Irina                     | Película para televisión |
| 1985    | Wild Maneuvres                  | Invitada en la fiesta     | Película                 |
| 1986    | Doffel Babbel en Bekkie         | Bekkie (voz)              | Serie de televisión      |
| 1986    | Señor Smith                     | Pinky                     | Serie de televisión      |
| 1988    | Huisjakker                      | Daphné Dreyer             | Serie de televisión      |
| 1988    | Dot en Kie                      | Annie Malan, escritora    | Serie de televisión      |
| 1989    | Saartjie                        | Betsie                    | Serie de televisión      |
| 1993    | Glaskasteel                     | Klaradyn Benaki           | Serie de televisión      |
| 1994    | Torings                         | Rachel de Beer            | Serie de televisión      |
| 1997    | Triptiek II                     | Priscilla de Haarhof      | Serie de televisión      |
| 1998    | Die Vierde Kabinet              | Paddy van Heerden         | Película para televisión |
| 1999    | Iemand om lief te hê            | Ouma Viljee               | Serie de televisión      |
| 2000-19 | 7de Laan                        | Hilda de Kock van Zyl     | Serie de televisión      |
| 2015    | n Pawpaw Vir My Darling         | Mignon (voz)              | Película                 |
| 2017    | Meerkat Maantuig                | Skinder Tannie 4          | Película                 |
| 2018    | Susters                         | Martie                    | Película                 |
| 2018    | Elke Skewe Pot 2                | Cornelia                  | Serie de televisión      |
| 2019    | Lui maar op, Belinda            | Annetjie Nel              | Serie de televisión      |

## Vida privada
Mantuvo una relación de siete años con su colega director, Ken Leach. Posteriormente, se casó con Oubaas van Zyl, pero el matrimonio terminó en divorcio.